# Куприна (Тюменская область)
Куприна — деревня в Тобольском районе Тюменской области, входит в состав сельского поселения Байкаловское.
Название происходит от первых переселенцев, поселившихся на берегу реки Салаирки в XVI веке.
В Дозорной книге 1623 года записано: «Деревня за Иртышом. На берегу двор оброчного крестьянина Федотки с братом Игнашкой Куприными».
Находится на берегу озера Бабасанское.

## Население
| 2010 |
| ---- |
| 84   |